# 高勝竜
高 勝竜（こう しょうりゅう、1964年6月12日 - ）は、東京都足立区出身の元サッカー選手、サッカー指導者。

## 来歴
三菱養和のアカデミーでサッカー選手として経験を積む。1987年に読売ジュニアサッカークラブに入団、1990年に京都紫光クラブ（現：京都サンガF.C.）へ移籍して、1992年まで在籍した。
1993年から指導者の道に進んで、同年からCYDフットボールクラブのジュニア及びユースのコーチ、2002年に東京ヴェルディ1969相模原支部コーチ、2003年から2004年は水戸ホーリーホックのジュニアユース監督、2005年は水戸のトップチームコーチを務めた。
2006年に柏レイソルのトップチームコーチ、2007年に徳島ヴォルティスユース監督、2008年から2009年までジェフユナイテッド市原・千葉のアカデミーのコーチを務めた。
2019年2月1日、北海道十勝スカイアースの監督に就任すると発表された。2020年12月8日、退任が発表された。

## 選手歴
- 三菱養和サッカークラブ[1]
- 1987年 - 1989年 読売ジュニアサッカークラブ[1]
- 1990年 - 1992年 京都紫光クラブ[1]

## 指導歴
- 1993年 -  ： CYDフットボールクラブ ジュニア＆ジュニアユースコーチ[1]
- 2002年 ： 東京ヴェルディ1969相模原支部コーチ[1]
- 2003年 - 2005年 ： 水戸ホーリーホック
  - 2003年 - 2004年 ： ジュニアユース 監督
  - 2005年 ： トップチーム コーチ
- 2006年 ： 柏レイソルトップチーム コーチ
- 2007年 ： 徳島ヴォルティスユース 監督
- 2008年 - 2009年 ： ジェフユナイテッド市原・千葉U-13、U-14コーチ
- 2011年  ： かながわクラブユース監督
- 2016年 ： 国際武道大学 監督
- 2019年 - 2020年： 北海道十勝スカイアース 監督